# Musile di Piave
Musile di Piave és un municipi italià, dins de la ciutat metropolitana de Venècia. L'any 2007 tenia 10.955 habitants. Limita amb els municipis de Fossalta di Piave, Jesolo, Meolo, Quarto d'Altino, San Donà di Piave i Venècia.

## Administració
| Període | Identitat         | Partit      |
| ------- | ----------------- | ----------- |
| 2007-   | Gianluca Forcolin | Centredreta |